# Kkaktugi
A kkaktugi (hangul: 깍두기, RR: kkakdugi) a koreai erjesztett kimcshi (kimchi) egy változata, mely nem kínai kellel, hanem daikon retekkel (a retek kínai/japán változata, koreaiul 무, mu) készül. Az alapvető fűszerezéshez sót, csilipaprikát, újhagymát, gyömbért és fokhagymát használnak. Készülhet kagylóval vagy garnélával és egyes változatokban mustárlevelet és a retek levelét is hozzáteszik.

## Eredete
A kkaktugi (kkakdugi) eredetéről az 1940-ben íródott Csoszon jorihak (Joseon yorihak) (조선요리학 / 朝鮮料理學) című szakácskönyv számol be, mely szerint az ételt Szukszon (Sukseon) hercegnő (숙선옹주 / 淑善翁主), Csongdzso (Jeongjo) király (1776-1800) egyik lánya véletlenül „találta fel”, de annyira ízlett neki, hogy egy alkalommal felszolgálta a királynak is. A király nevezte el kkaktugi (kkakdugi)nak, a kockára vágott alakjáról (깍둑썰기, kkaktuk sszolgi (kkakduk sseolgi), „kockára vágni”). Akkoriban még kaktogi (gakdogi)(각독기 / 刻毒氣) volt a neve.

## Változatai
- kul kkaktugi (gul kkakdugi) (굴깍두기): nyers osztrigával készül, felhasználnak hozzá nadálygumót (Oenanthe) és szeudzsot (saeujeot)ot (새우젓; garnélából készült erjesztett ételféleség).[5]
- kegolmu kkaktugi (gaegeolmu kkakdugi) (게걸무깍두기): a koreai retek egyik fajtájából (kegol (gaegeol)) készül, Jodzsu (Yeoju) megyei specialitás.[6]
- mjongthe szodoli kkaktugi (myeongtae sedeori kkakdugi) (명태서더리깍두기): egyfajta tőkehal (Theragra chalcogramma) felhasználásával készül.[7]
- szuk kkaktugi (suk kkakdugi) (숙깍두기): a retket kockára vágás után megfőzik.[8]